# Оленино (Тверская область)

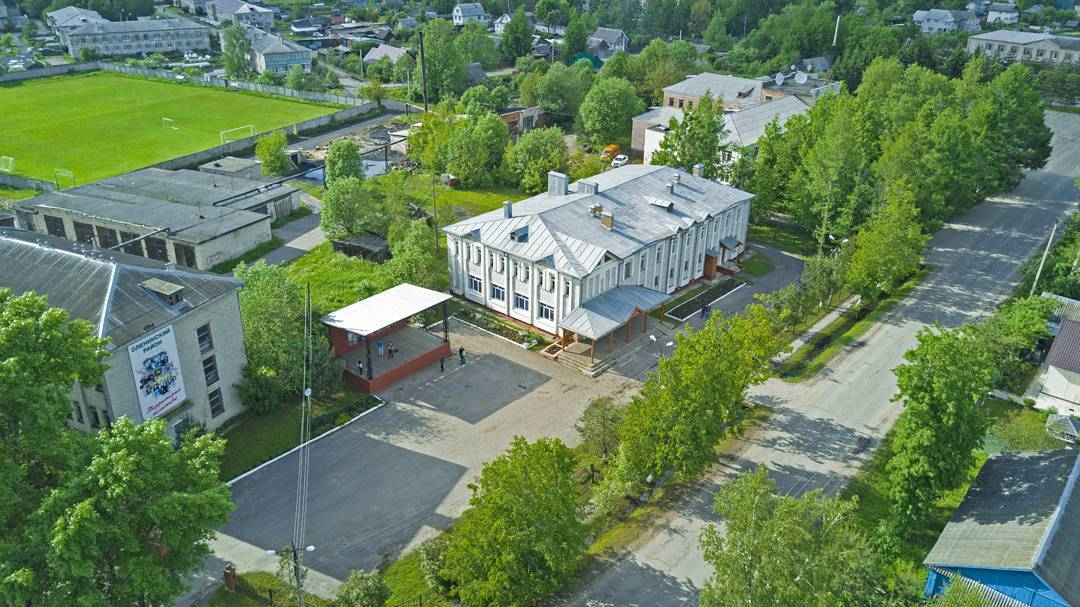
Оленино. Центр.

Оле́нино — посёлок городского типа в Тверской области России.
Административный центр Оленинского округа. С 2005 по 2019 год вместе с 3 сельскими населёнными пунктами составлял муниципальное образование посёлок Оленино со статусом городского поселения. С 29 декабря 2019 года, в связи со вступлением в силу Закона Тверской области № 86-ЗО от 18.12.2019 года, городское поселение упразднено.
Население — 4704 чел. (2021).
Расположен в 178 км к юго-западу от областного центра, в 5 км от федеральной автомагистрали «Балтия». Железнодорожная станция на линии Москва — Рига.

## Дата основания
Точной датой основания посёлка следует считать 22 октября (9 октября по старому стилю) 1898 года — согласно записи в книге протоколов сессии Ржевского уездного земского собрания. По предложению С. Д. Квашнина-Самарина собрание постановило: просить управу войти с надлежащими ходатайствами перед министром внутренних дел об устройстве почтовых отделений при станциях Чертолино и Оленино строящейся железной дороги.
К оленям посёлок не имеет никакого отношения, но распространены лоси, даже попавшие на герб района.

## История
Земли Оленинского края имеют давнюю историю. В духовном завещании князя Бориса Васильевича Волоцкого, написанном в 1477 году, впервые упоминаются с. Спасское (с 1607 года — Молодой Туд). Край был сильно опустошён в Средние века — во времена Ливонской войны и польской интервенции. После этих событий многие земли были переданы боярину Б. П. Шереметьеву и князю В. П. Долгорукому, потомки которых владели ими до 1917 года. В пореформенный период развивалось льноводство и лесное хозяйство. Промышленность носила кустарный характер. Было распространено отходничество.

### Основание посёлка
Большая часть земли в районе принадлежала помещикам Г. А. Оленину и М. А. Рачинской. К 80-м гг. XIX века хозяйство Оленина пришло в упадок и сдавалось в аренду. После смерти Г. А. Оленина его земли были поделены между тремя дочерьми-наследницами: Александрой, Надеждой и Марией. Посёлок Оленино 1898 был основан старшей сестрой Александрой Григорьевной Олениной (Сольбах) при строящейся железнодорожной станции Московско-Виндаво-Рыбинской железной дороги. По легенде, Александра Сольбах подкупила строителей так, что железная дорога прошла и по её землям. Однако заслуги А. Г. Сольбах в определении линии строящейся железной дороги могут быть и преувеличением.
Сёстры Оленины имели право дать станции угодное им название. Краеведы считают, что название было дано в память об их отце.
Поселение появилось на месте хутора Воскресенское, стоявшего на речке Борщевке. Дальнейшее расширение посёлка включило в себя деревни Шунино, Бобровка и Липовка.

Фамильный герб дворянского рода Олениных

### Ранняя родословнаяОлениных
Родословная основателей посёлка, рода Олениных, идёт из глубины веков. Род утверждён в дворянском звании и за ним закреплён фамильный герб.
Существует легенда П. А. Оленина-Волгаря, где говорится о королевской фамилии, правившей в Ирландии — рода О' Лейнов. Легенда описывает романтическую историю чудесного спасения медведями дочери короля, брошенной своим братом в клетку с дикими зверями. Спасённая девушка переплывает на спине медведицы во Францию, где в Лотарингии встречает рыцаря Д' Оршпрунга. Они полюбили друг друга и сочетались браком. Потомки королевы перешли в Польшу, оттуда, при царе Алексее Михайловиче, в Россию, где стали называться Олениными.

Александра Сольбах-Оленина (1867—1923), основательница посёлка

### Краткая родословная основателей посёлка

Памятник основательнице поселка А. Г. Олениной-Сольбах, 2024 год

Основателем посёлка принято считать местную помещицу Александру Григорьевну Сольбах (1867—1923), урождённую Оленину. Александра Григорьевна получила при разделе землю при Талице, в деревнях Лытница, Тереховка, Пустошка и Бобыльщина в количество 1092 десятин с постройками в центре имения. На месте современного райцентра А. Г. Сольбах возвела один из господских домов, тем самым, положив начало строительству пристанционного посёлка. Сдавала землю в аренду под строительство, сделала многое для возведения различных культурно-бытовых построек. При её содействии были возведены церковь и школа. Была дана земля под строительство почтового отделения. Выстроен базар, небольшой кирпичный завод. Ходатайствовала об организации земской школы.
После революции эмигрировала во Францию, возможно, вместе с родственницей, знаменитой певицей Марией Алексеевной Олениной-Д’Альгейм.
В августе 2024 года в центре поселка установлен памятник А. Г. Олениной.
- Отец, Оленин, Григорий Алексеевич (1845—1875). Получил домашнее образование, в 1853-54 гг. служил пажом при Высочайшем дворе. Был зачислен в Нарвский гусарский полк. Действительный статский советник. В 1871-73 гг. избирался гласным губернского земского собрания от Ржевского уезда. В возрасте 30 лет покончил жизнь самоубийством.
- Мать, Екатерина Яковлевна Юрьева, дочь генерала Юрьева. Венчалась в 1864 году. Родила трёх дочерей (Александру, Марию и Надежду), а также сына Алексея.
- Сестра Надежда Григорьевна (примерные годы жизни 1864—1920). Похоронена в Козинской волости Нижегородской губернии.
- Сестра, Мария Григорьевна (1872—1942), известно, что в 1889 году училась в Смольном институте в Петербурге. В замужестве носила фамилию Розе. Её муж, Константин Аркадьевич Розе (1871—1930) был статским советником, служил управляющим Управления неокладных сборов. Умерла в блокадном Ленинграде. Сын: Адя (Аркадий? В других воспоминаниях — Азя), правовед по образованию, в середине 20-х гг. пытался начать артистическую карьеру. Дочери: Зина (обучалась в Смольном институте) и Соня Розе. Скорее всего, семья погибла в блокадном Ленинграде, во всяком случае, об Аркадии и Зине это известно достоверно.
- Брат, Алексей Григорьевич умер в малолетстве.
- Муж, Павел Сольбах. Кем он был, источники не сообщают. Но один из представителей рода Олениных, Евгений Петрович, говорил, что однажды в молодости он встречался с Павлом Сольбахом, который называл себя графом. На Оленина он произвёл впечатление сумасшедшего.

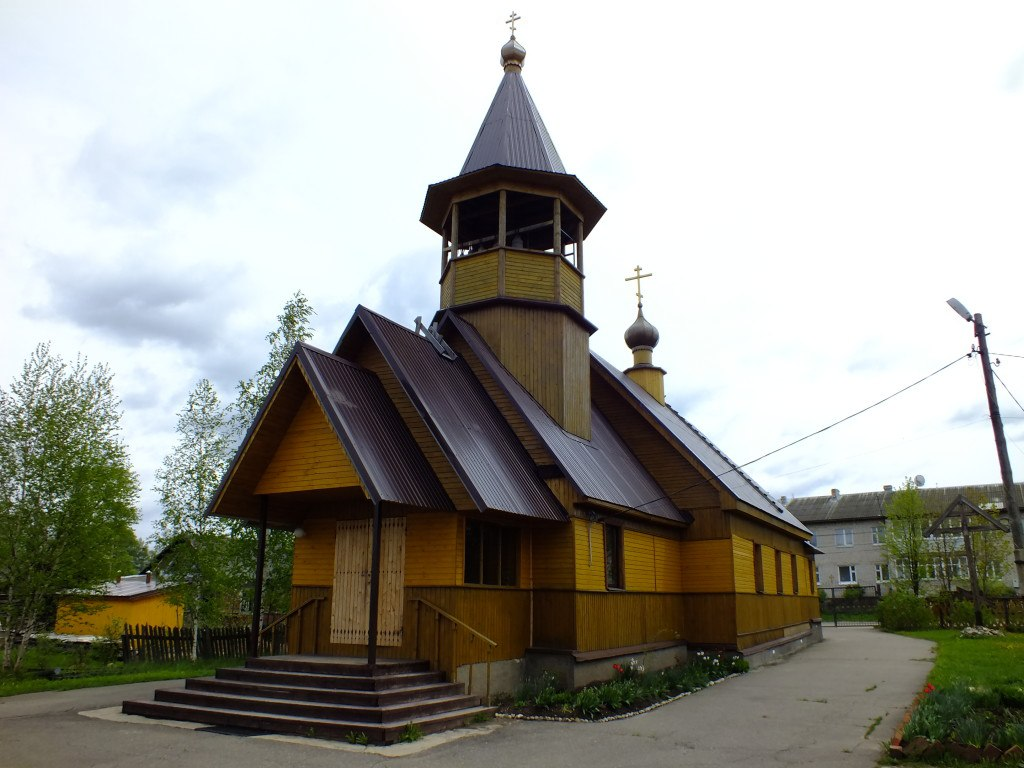
Храм Новомучеников и исповедников российских. Оленино.

Сын, Валерий Павлович Сольбах. (1893—1937). В 1906-08 гг. обучался в Петербургской школе Карла Мая (частной немецкой мужской школе). До середины 30-х гг. жил в Оленино. Был одинок, занимался мелкой коммерцией, не имел своего жилья и снимал квартиру. Есть упоминание, что позднее жил (или был выслан) в Медвежьегорском, Карельская АССР. Был арестован 04.09.1937, заключённый Беломорско-Балтийского комбината НКВД. Тройкой НКВД Карельской АССР от 20.11.1937 г. осуждён в рамках приказа № 00447. Расстрелян 03.12.1937 г. на ст. Медвежья Гора (урочище Сандармох). Реабилитирован прокурором Карелии 12.04.1989 г.

### Изменения в административной подчинённости посёлка в 1922—1964 годах
В 1922 г. Оленино стало центром одноимённой волости, а в 16 июня 1929 г. был создан Оленинский район в Ржевском округе Западной области. 23 июля 1930 года Оленинский район был переподчинён непосредственно облисполкому. 29 января 1935 года — в Калининской области. В феврале 1963 года район ликвидирован и входил в состав Нелидовского района. 4 марта 1964 года был образован вновь.
Статус посёлка городского типа — с 1938.

### Посёлок в годы Великой Отечественной войны
В ходе Великой Отечественной войны в окрестностях Оленино шли тяжёлые бои.

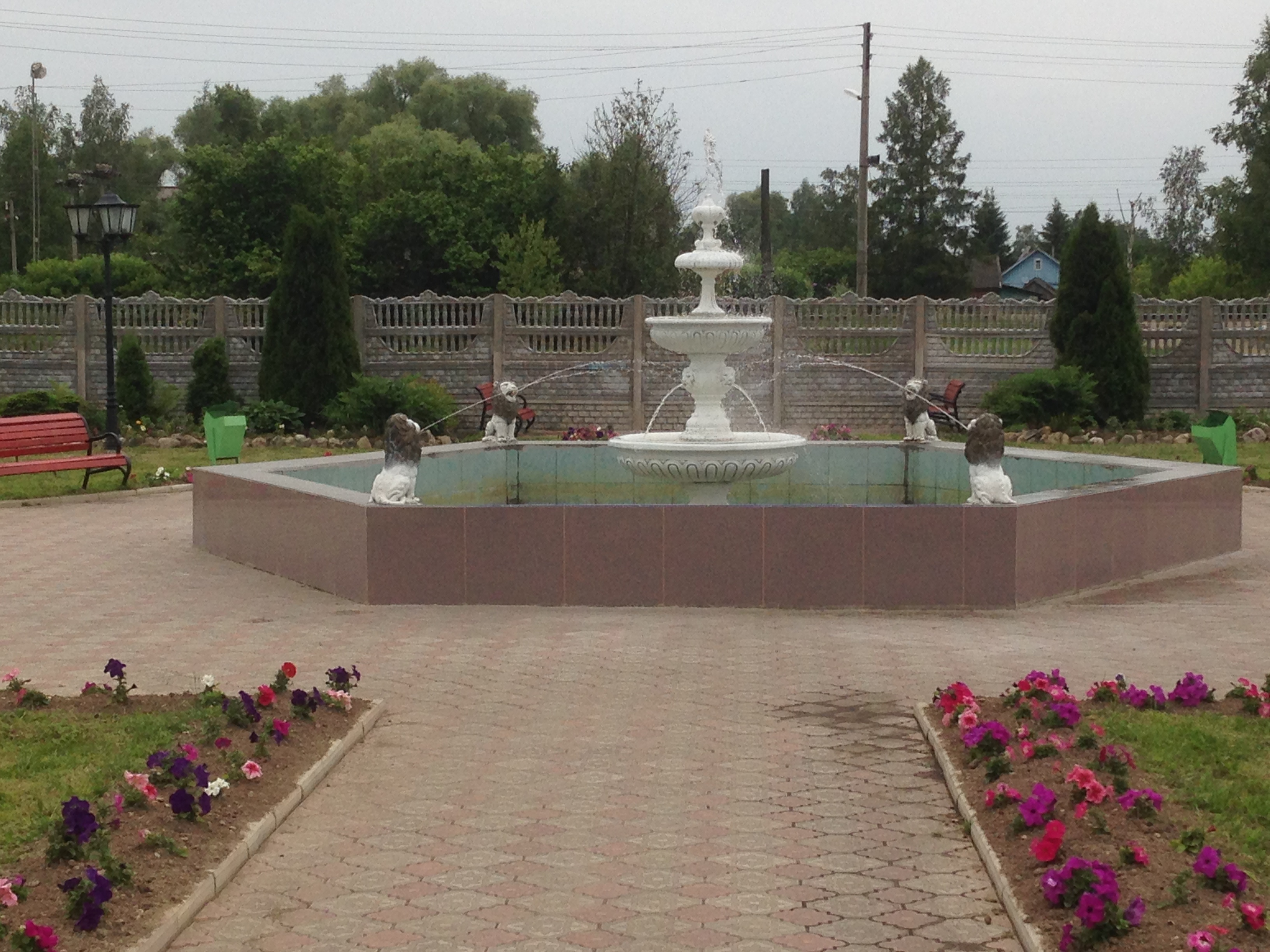
Площадь Возрождения. Оленино.

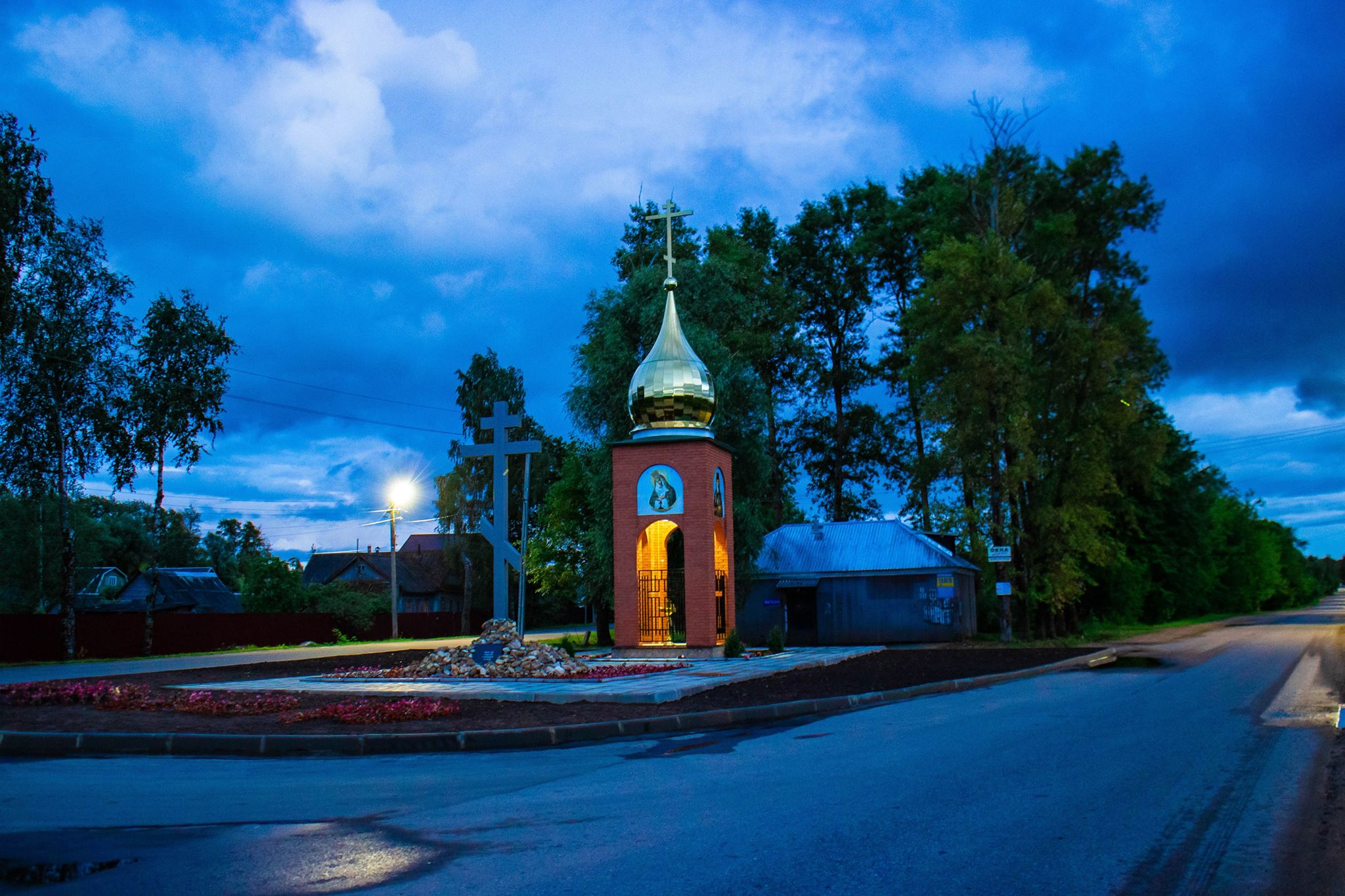
Оленино. Часовня Св. Георгия Победоносца. Построена в 2019 г.

В июле 1941 года большое количество мобилизованных жителей Калининской области, главным образом женщины, длительное время работали на строительстве оборонительных сооружений в районе Оленино.
В июле 1941 года была создана особая артиллерийская группа (ОАГ) ВМФ. В ней использовались 100-мм и 130-мм орудия, доставленные из Ленинграда: 152-мм батарея с морского полигона и батарея 152-мм орудий, из Кронштадтского форта. В ОАГ вошли два артиллерийских дивизиона — 199-й и 200-й, насчитывающие 800 человек личного состава. Орудия были стационарно установлены на деревянных основаниях и хорошо замаскированы. Для личного состава предназначались надёжные укрытия. Каждая батарея была окружена колючей проволокой, противотанковыми препятствиями и минными полями и имела круговую оборону. 199-й артдивизион ОАГ был развёрнут в районе Оленино. Он прикрывал подходы к станции. В его составе были: одна стационарная батарея 152-мм орудий и две стационарные батареи 100-мм орудий.
В Оленино похоронен Иван Сергеевич Горбачёв (1902—1941), генерал-майор (15.07.1941), командир (07.07.1941 — 25.07.1941) 250 сд 30 армии Западного фронта. Умер от ран 25.07.1941, похоронен в братском захоронении (ул. Горбачёва).
10 октября 1941 года Оленинский район был оккупирован. В декабре 1941 года, когда советские войска на Калининском фронте перешли в наступление, немецкие войска превратили станцию Оленино в сильно укреплённый узел сопротивления. Территория района стала ареной длительных кровопролитных боёв. В середине января 1942 года 22-я армия Калининского фронта охватила с северо-запада оленинскую группировку противника.
Была осуществлена операция «Олень» — дерзкий налёт отряда десантников и четырёх танков Т-34 на станцию Оленино. Советским бойцам удалось подорвать пять немецких эшелонов с боеприпасами и военной техникой (по советским данным).
Упорные бои велись за каждый клочок земли. В боях за деревню Васильки 22 февраля 1942 года совершил свой подвиг боец 881 стрелкового полка 158 стрелковой дивизии 39-й армии Абрам (Миша) Исаакович Левин (р.5 августа 1918), бывший техник-наладчик завода ЗИЛ. В критический момент боя он вырвался вперёд и закрыл своим телом амбразуру вражеского дота. Воин был похоронен в братской могиле в деревне Подсосенки, Оленинского района, Калининской области. В 1958 г. останки погибших воинов Советской Армии, ранее захороненных в дер. Подсосенки, были перенесены в братскую могилу на воинское кладбище в селе Холмец.
Территория района представляла собой прифронтовую полосу и была оккупирована с октября 1941 г. по 4 марта 1943 г.
С октября 1941 по март 1943 гг. действовал в тылу врага Оленинский партизанский отряд. Его командиром был председатель райисполкома Николай Павлович Цветков, комиссаром — П. Р. Иванов. Отряд активно помогал Красной Армии в боях с вермахтом, провёл 38 боевых операций, уничтожив 282 фашистских солдата и офицера, большое количество боевой техники. Особенно отличилась связная партизанского отряда Вера Николаевна Поршнева. Находясь в разведке, она собрала и передала много ценных сведений. Однако её схватили фашисты. На допросах партизанку жестоко избивали, требуя выдать руководителей отряда и его местонахождение, обещая сохранить жизнь. Вера Николаевна ничего не сказала. Её казнили на берегу реки Тудовки. Похоронена в Оленино.
Действовал партизанский отряд им. Александра Невского (командир В. И. Попов, отряд состоял из воинов 907-го стрелкового полка 244-й дивизии 19-й армии, вышедших из окружения). В 1941 году группа партизан под командованием П. Н. Соболева обстреляла колонну немцев и захватила двухмоторный самолёт. Партизаны сняли с него пулемёты и рацию, а самолёт уничтожили. 24 января 1942 года по заданию командования 178-й стрелковой дивизии две группы отряда заняли оборону в населённых пунктах Гришино, Высокое и держали её в течение четыре\ёх дней.
Известны Артюшкевич Степан Фёдорович (25.03.1899 — 05.1977), редактор весьегонской районной газеты (1936—1937) и Рощин Василий Петрович (08.01.1915 — 15.09.1990), командиры партизанских отрядов в Оленинском районе.

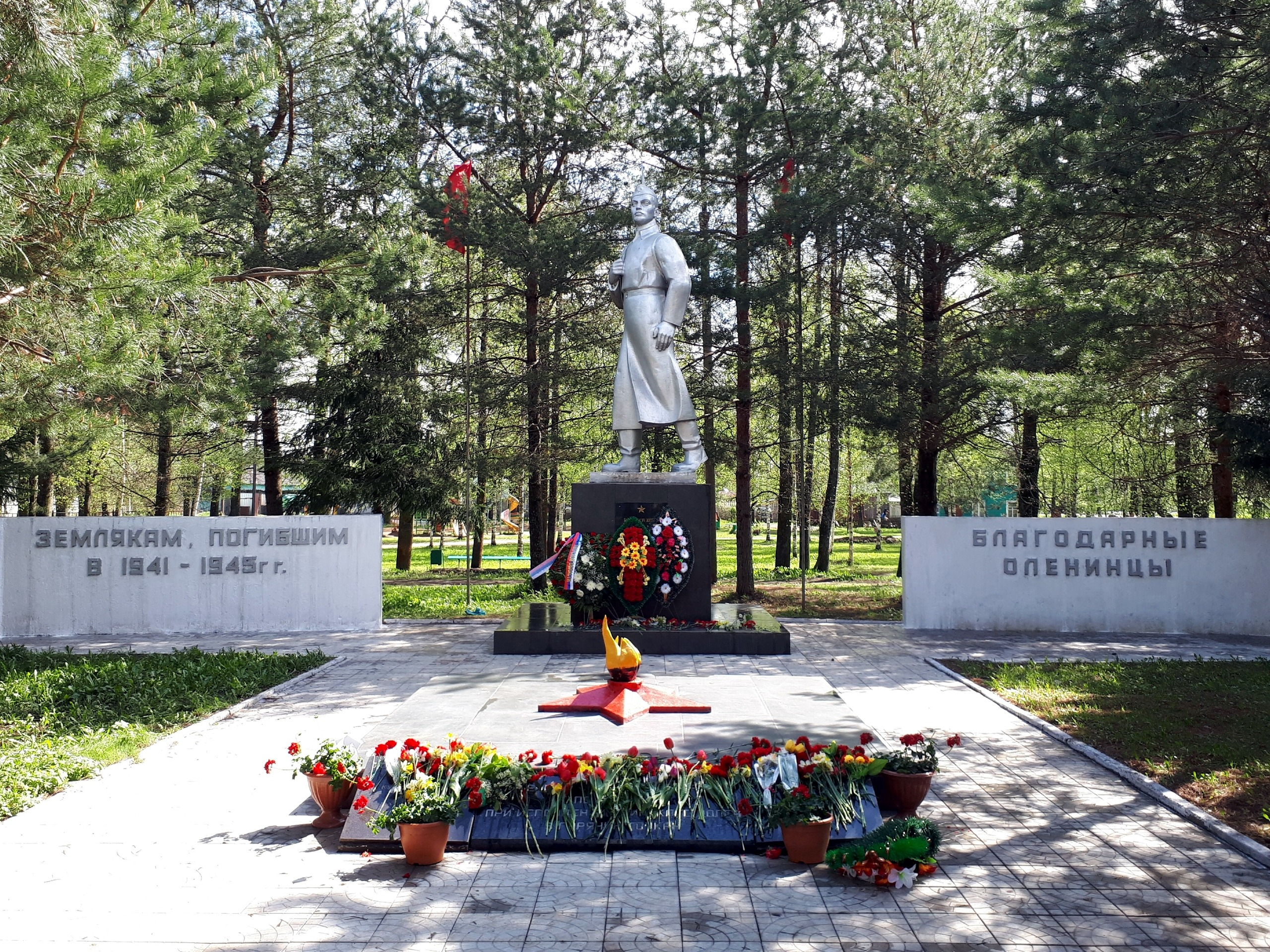
Оленино. Площадь Победы.

В общей сложности из двух районов было угнано на работу в нацистскую Германию более 7 тысяч человек. Оккупанты разместили на территории Оленинского района пять лагерей для военнопленных, в которых погибло 4 тысячи человек.
Немцы полностью уничтожили 147 оленинских деревень и 243 деревни Молодотудского района, в том числе село Молодой Туд. «Фашисты превратили Оленинский район и Молодотудский район в зону пустыни», — записано в акте Калининской областной комиссии по расследованию преступлений захватчиков. В Оленино был взорван лесозавод, железнодорожный вокзал, водонапорная башня, разрушены все мосты, спилены все телеграфные столбы. Железная дорога была полностью выведена из строя.
В селе Татево был устроен немецкий военный госпиталь и немецкое военное кладбище (не сохранилось). При отступлении в марте 1943 года, немцы увезли паркет из дворянского дома Рачинских и взорвали его, украли могильные плиты из фамильной усыпальницы. Почти полностью вырублен парк с редчайшими растениями, выращенными здесь С. А. Рачинским.
На территории Оленинского района захоронены 9733 павших в боях воинов в 39 захоронениях.

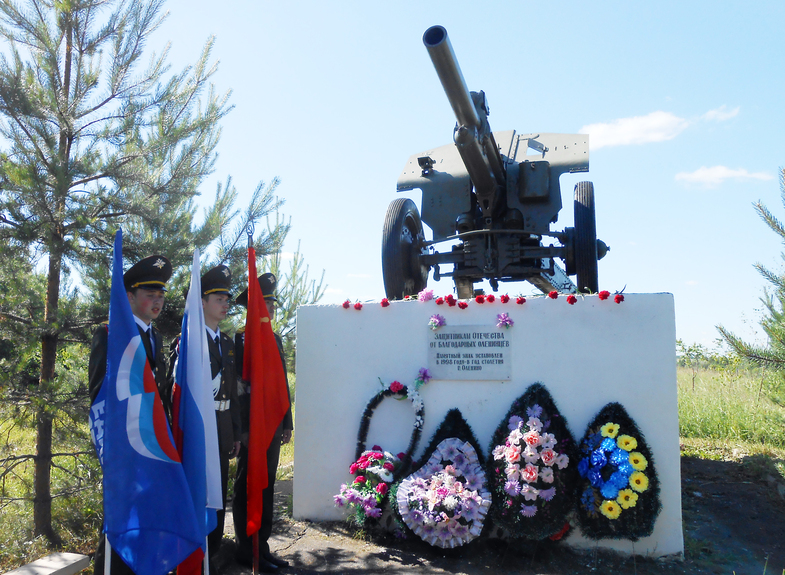
Памятный знак на въезде в Оленино.

### Первые послевоенные годы. Восстановление народного хозяйства
После освобождения района были проведены большие работы по разминированию территории, ремонту железнодорожной колеи, что позволило осуществить подвоз грузов на освобождённую территорию. Восстанавливалось коллективное сельское хозяйство. В основном, все работы приходилось выполнять женщинам, подросткам и инвалидам, вручную. Использовались тягловые животные, количество техники было минимально. Восстановление хозяйство шло до конца 40-х гг.

### Создание Оленинского муниципального округа
С 2006 до сентября 2020 года посёлок Оленино являлся центром одноимённого городского поселения в Оленинском районе. 29 декабря 2019 года муниципальный район был упразднён, а все входившие в его состав городское и сельские поселения объединены в муниципальное образование Оленинский муниципальный округ, Оленинский район как административно-территориальная единица был преобразован в округ. 13 сентября 2020 года состоялись выборы Думы Оленинского муниципального округа первого созыва. Победу на них одержала партия «Единая Россия», получившая 18 депутатских мандатов из 20. В связи с избранием Думы Оленинского муниципального округа, полномочия органов местного самоуправления городского и сельских поселений прекращены с 25 сентября 2020 года.

## Население
| 1939  | 1959  | 1970  | 1979  | 1989  | 2002  | 2006  | 2008  | 2009  |
| ----- | ----- | ----- | ----- | ----- | ----- | ----- | ----- | ----- |
| 3445  | ↗4081 | ↗4236 | ↗5320 | ↗5881 | ↘5247 | ↘5100 | ↘4972 | ↘4884 |
| 2010  | 2012  | 2013  | 2014  | 2015  | 2016  | 2017  | 2018  | 2019  |
| ↗4918 | ↗4928 | ↘4855 | ↗4870 | ↗4919 | ↘4863 | ↘4829 | ↘4708 | ↘4604 |
| 2020  | 2021  |       |       |       |       |       |       |       |
| ↘4568 | ↗4704 |       |       |       |       |       |       |       |

Национальный состав
По итогам переписи населения 2020 года проживали следующие национальности (национальности менее 0,1 % и другое, см. в сноске к строке «Другие»):
| Национальность | Численность, чел. | Доля     |
| -------------- | ----------------- | -------- |
| Русские        | 4469              | 95,00 %  |
| Армяне         | 62                | 1,32 %   |
| Цыгане         | 37                | 0,79 %   |
| Украинцы       | 22                | 0,47 %   |
| Узбеки         | 8                 | 0,17 %   |
| Татары         | 5                 | 0,11 %   |
| Другие         | 101               | 2,14 %   |
| Итого          | 4704              | 100,00 % |

## Экономика и социальная политика
Среди предприятий посёлка: Хлебокомбинат Облпотребсоюза, ЗАО «Экзот» (деревообработка), ООО «Любятино-2» (производство паллет), и другие. Работают районные предприятия газо- и электроснабжения, Поселковое потребительское общество.
Построен муниципальный рынок (2004), открылись магазины торговых сетей «Магнит» (2010) и «Пятёрочка» (2018).
Транспорт: Автостанция Оленино, МУП «Оленинское ПАТП», Ж/д станция Оленино (Код 06450 Октябрьская дорога, Московское отделение).
Имеется отделение Сбербанка РФ с банкоматом (карты международных платёжных систем, приём наличных).
Действуют[когда?]

:
- ММУ Оленинская районная больница
- Социально-реабилитационный центр для несовершеннолетних Оленинского района
- Физкультурно-оздоровительный комплекс «Юность»
- ГУ Тверской области «Центр занятости населения Оленинского района»

## Культура и просвещение
В посёлке Оленино работает две школы. Базовая школа — МОУ Оленинская средняя общеобразовательная школа, была открыта 28 ноября 1911 года и первоначально была рассчитана на 4-х летний курс обучения. В 1917 году стала школой второй ступени, а в 1933 — средней школой. Впервые школа сделала свой выпуск в 1938 году. Оленинская основная школа открыта в 1992 г. (до 2002 г. — начальная).
В мае 2009 года усилиями администрации района в школе открыт новый информационный центр — с электронной библиотекой, современными компьютерами, беспроводным скоростным интернетом.
Работает МОУ Оленинская детская музыкальная школа.
В 2003 г. открыто новое здание Оленинского районного Дома культуры.
Работает Оленинская Центральная библиотечная система (с 1976 г.), объединяющая центральную районную библиотеку, детскую библиотеку, 24 сельских филиала.
В посёлке имеется собственная телестудия. Выпускается газета «Наша жизнь».
Имеется краеведческий музей (с 1998 г.).

## Ботаника, география и климат

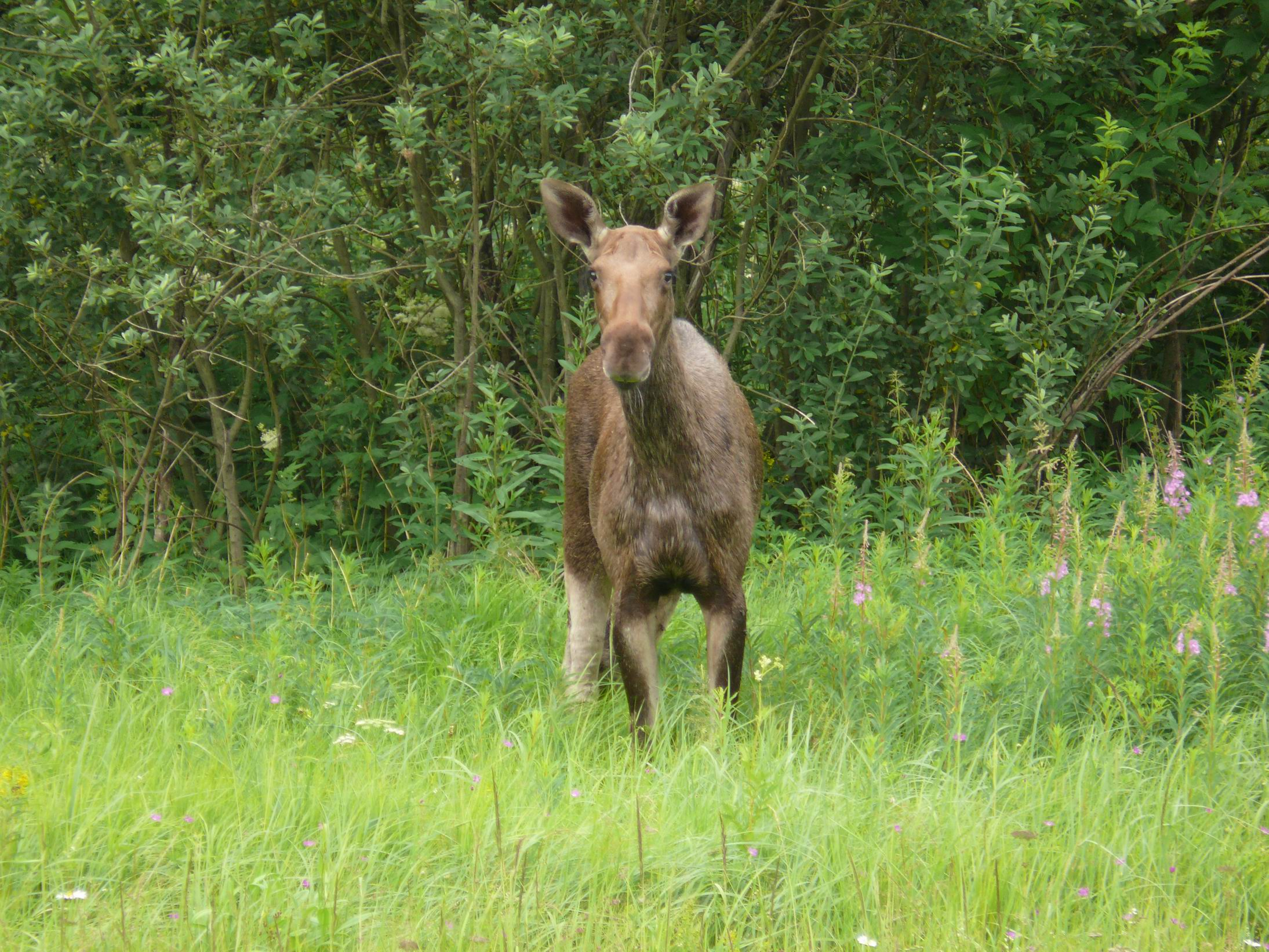
Лось в окрестностях Оленино

В районе насчитывается более 700 дикорастущих растений. В районе Оленино имеется 2 государственных природных заказника[каких?] общей площадью 2500 га.
Климат района умеренно континентальный и находится в зоне избыточного увлажнения. Район занимает водораздельное положение, разделяя реки, принадлежащие западному Балтийскому склону и восточному Волго-Каспийскому.
Имеются полезные ископаемые — глины, песчано-гравийные смеси, торф (0,3 % от запасов торфа области).
По почвенному районированию район относится к зоне дерново-подзолистых почв.

## Достопримечательности и краеведение
Краеведческий музей. Аллея Героев и мемориал погибшим землякам на пл. Победы.
В районе сохранились:
- руины усадьбы-дворца помещиков Рачинских (взорвана и расхищена немецкими войсками при отступлении)
- руины усадьбы Дугино Паниных — Мещерских
- Троицкая церковь (1880)
- знаменитая Татевская средняя школа им. С. А. Рачинского (ныне действующая) в селе Татево
- Софийская церковь (1895) в деревне Новосёлки
- бывшая усадьба помещика Ромейко (XIX век) в селе Молодой Туд

В селе Татево похоронена первая жена старшего сына Льва Толстого Мария (Маня) Константиновна Рачинская (12.10.1865 — 15.07.1900) Данные приведены по новому стилю.
Постановлением СМ РСФСР от 4 декабря 1974 г. № 624 в список охраняемых памятников культуры государственного значения были включены следующие памятники в Оленинском районе:
- Усадьба села Татево, главный дом с флигелями (конец XVIII — начало XIX вв.)
- Церковь (2 пол. XVIII — 2 пол. XIX вв.)
- Парк с редкими породами деревьев (конец XIX в.)

В посёлке действует поисковый отряд и ОРОО «Военно-исторический поисковый центр „Орёл“» (руководитель — А. А. Гоздинский). В базе данных поискового центра имеются подробные описания боевых действий на территории Оленинского района во время Великой Отечественной войны и полная картография того периода.

## Галерея

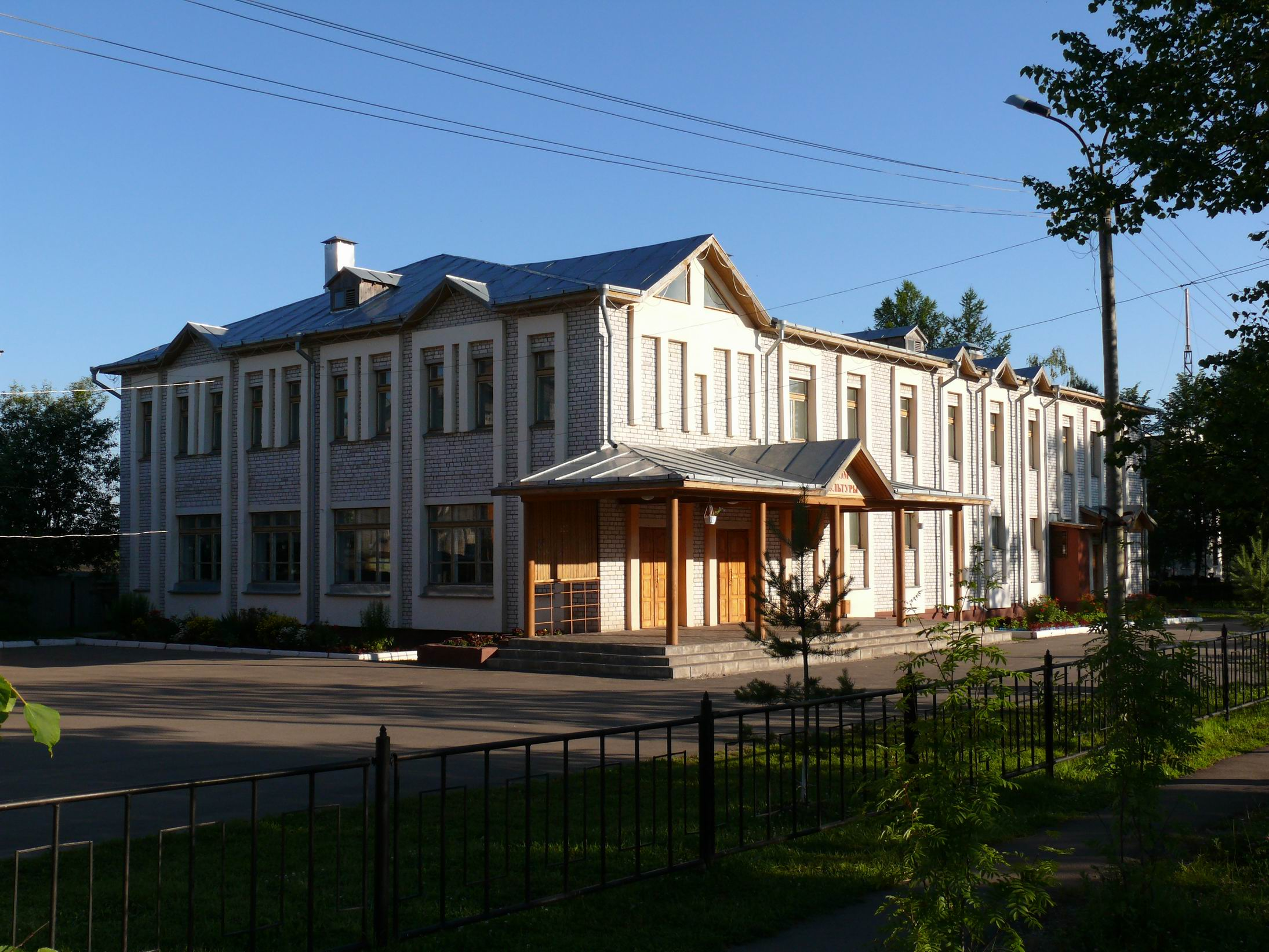
Дом культуры в Оленино
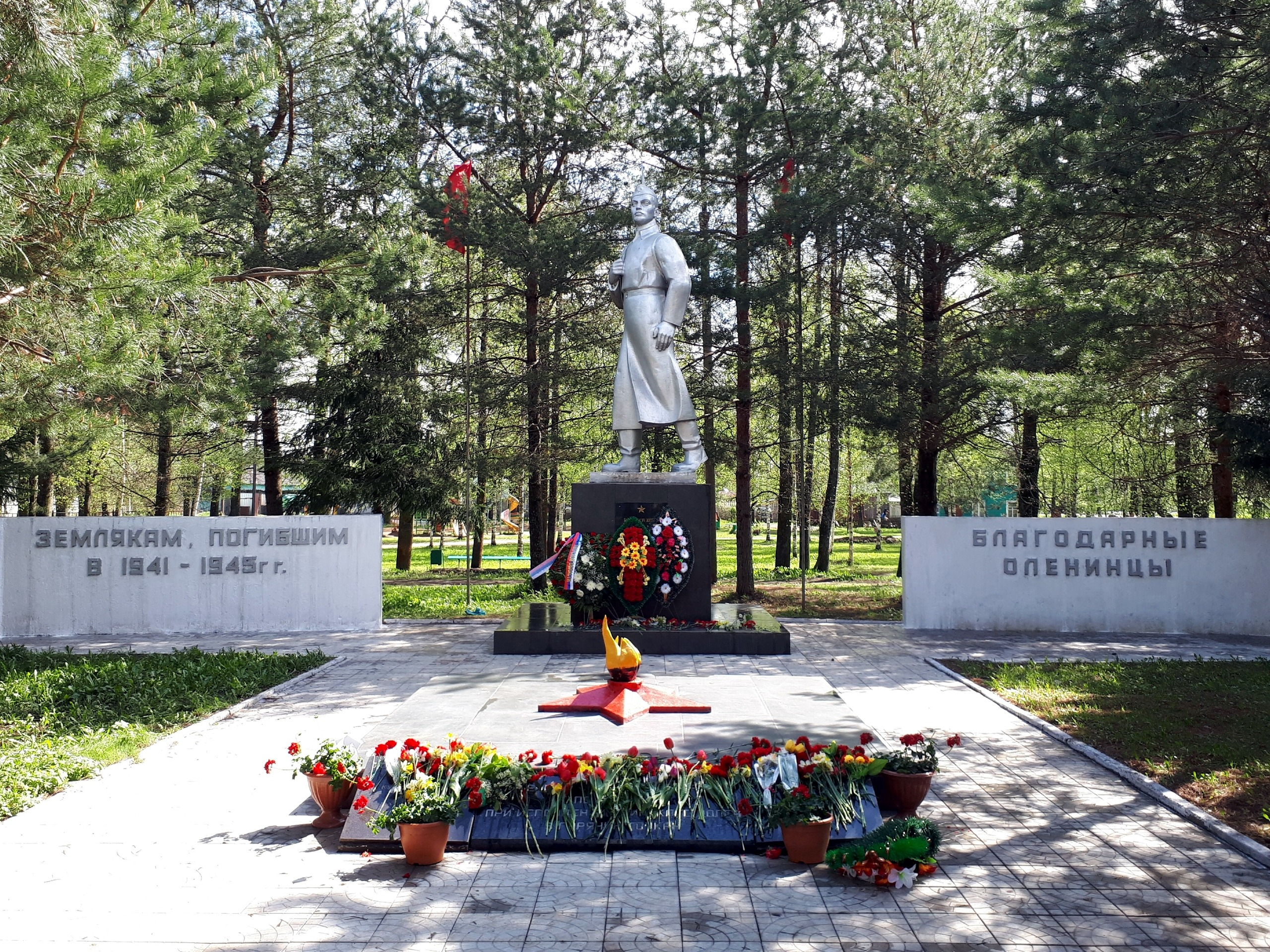
Оленино. Площадь Победы.
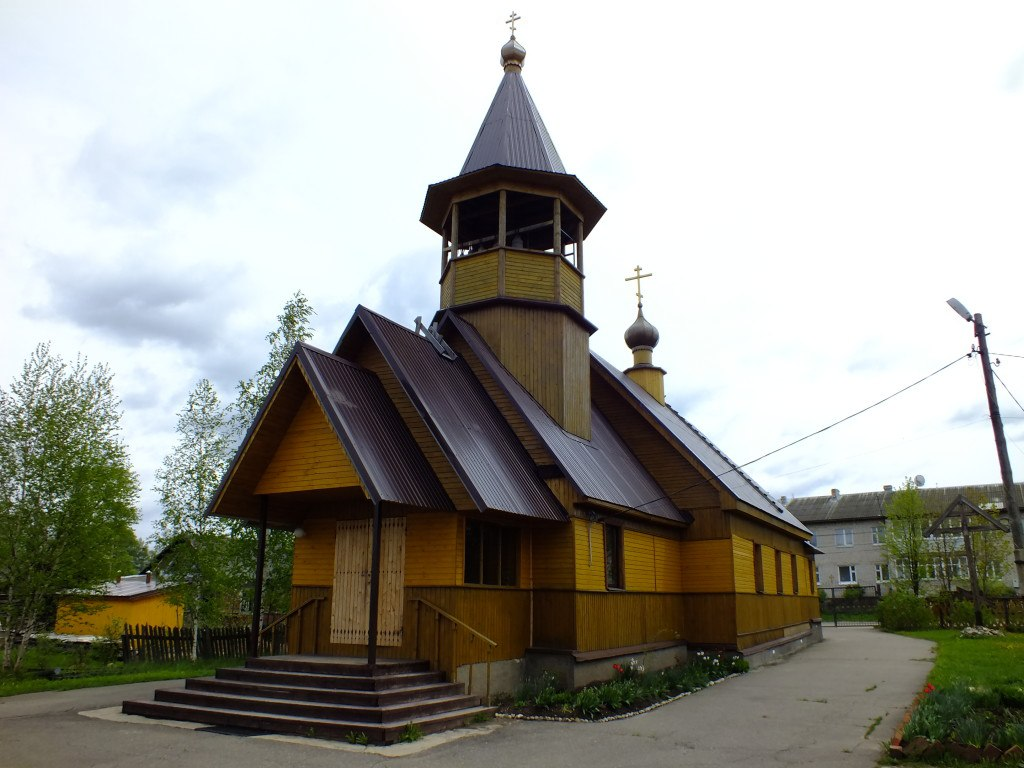
Оленино. Храм Новомучеников и Исповедников Российских.
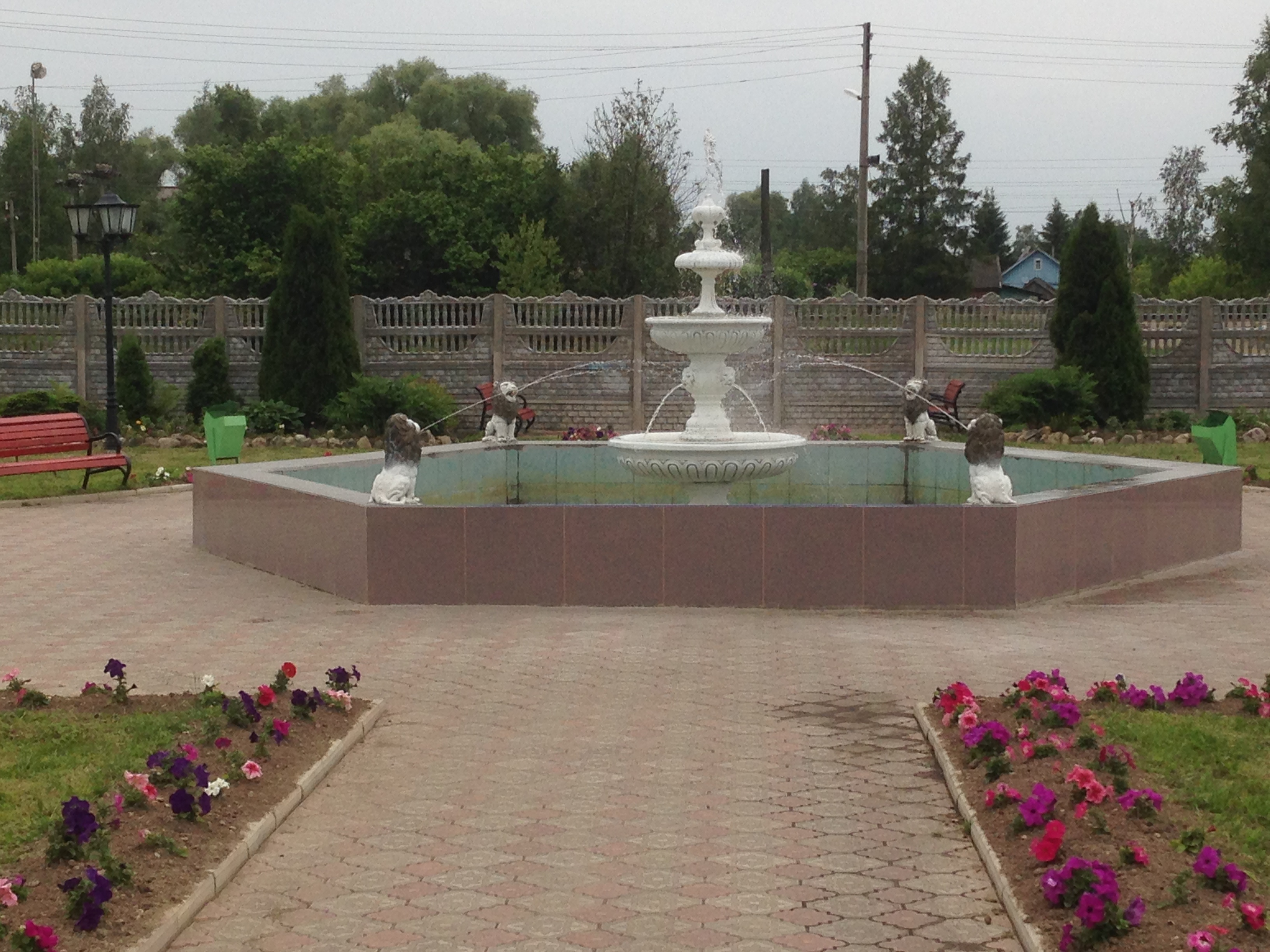
Оленино. Фонтан на площади Возрождения.
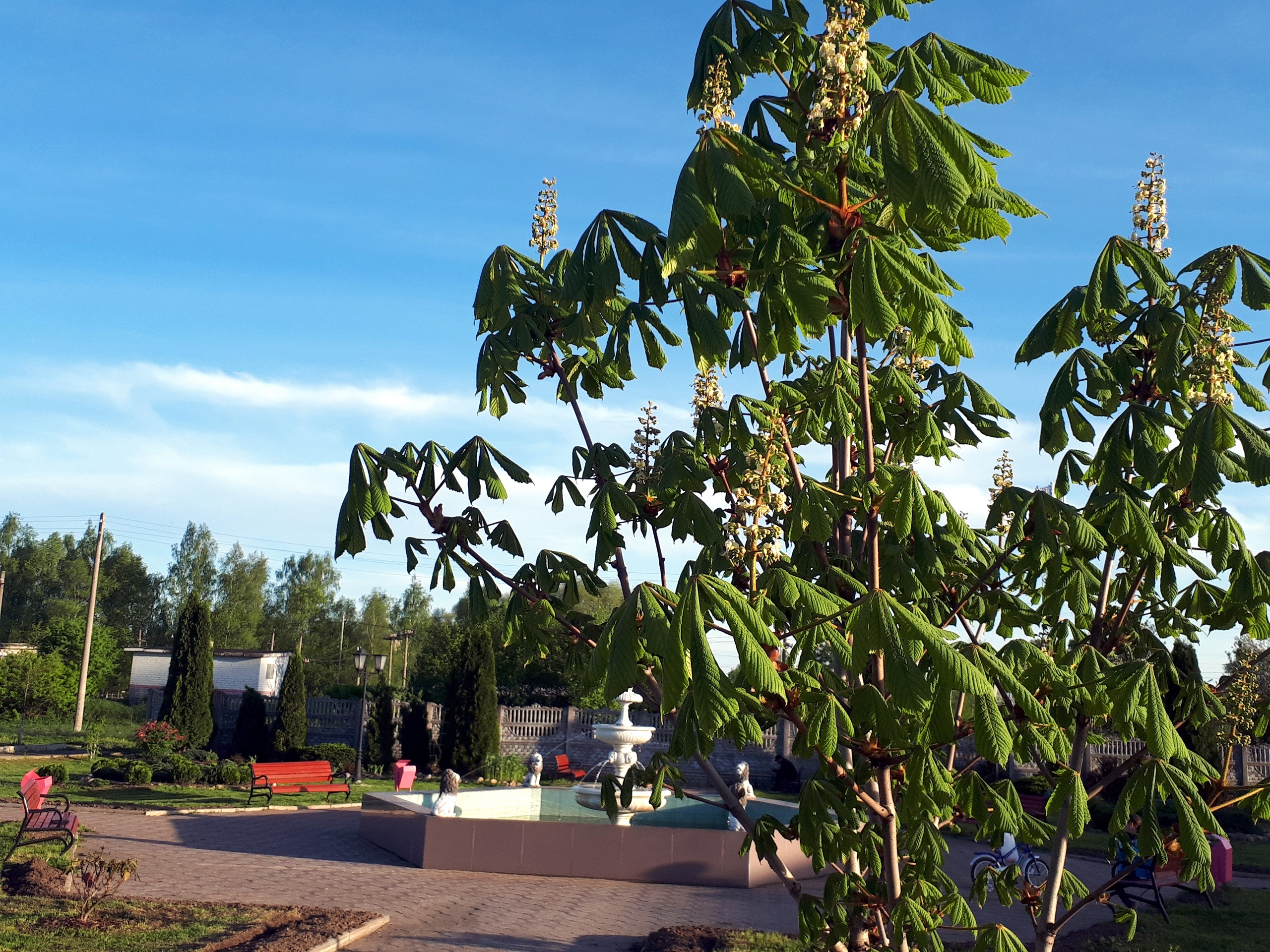
Оленино. Цветение каштанов на площади Возрождения.
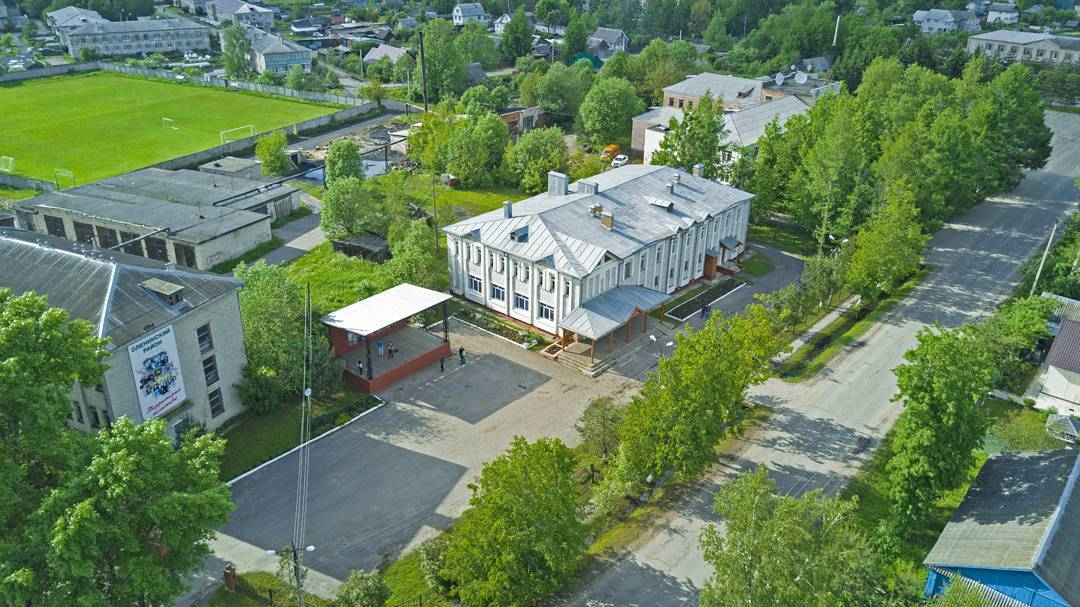
Оленино. Центр.
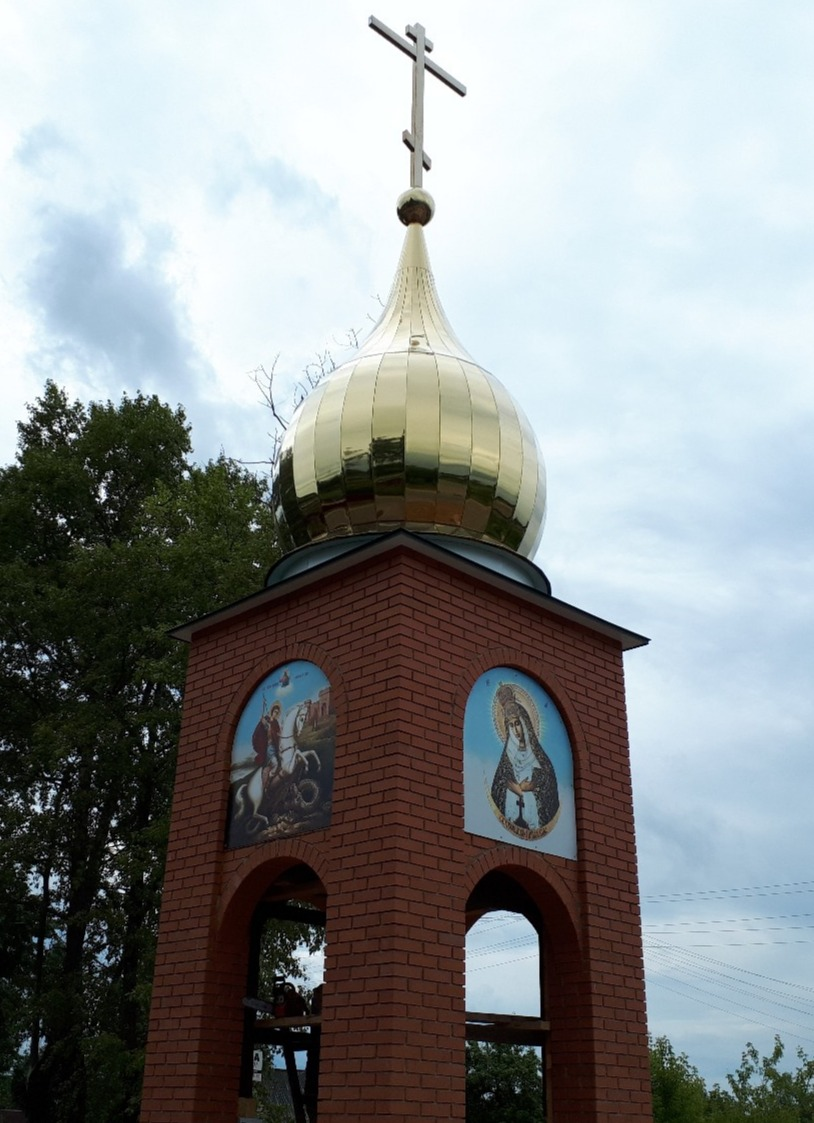
Оленино. Часовня Св. Георгия Победоносца (построена в 2019 году).
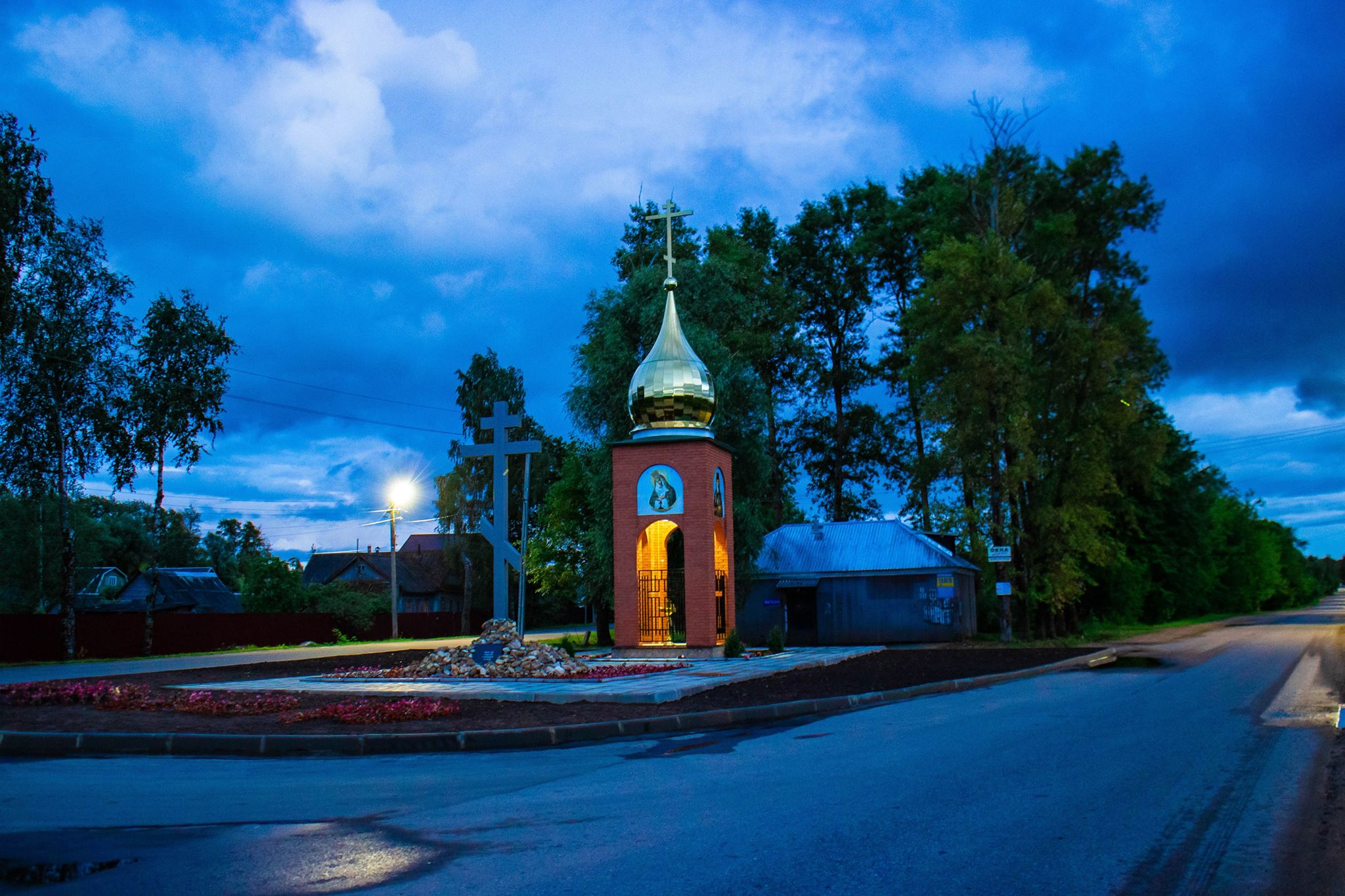
Часовня Св. Георгия Победоносца вечером.
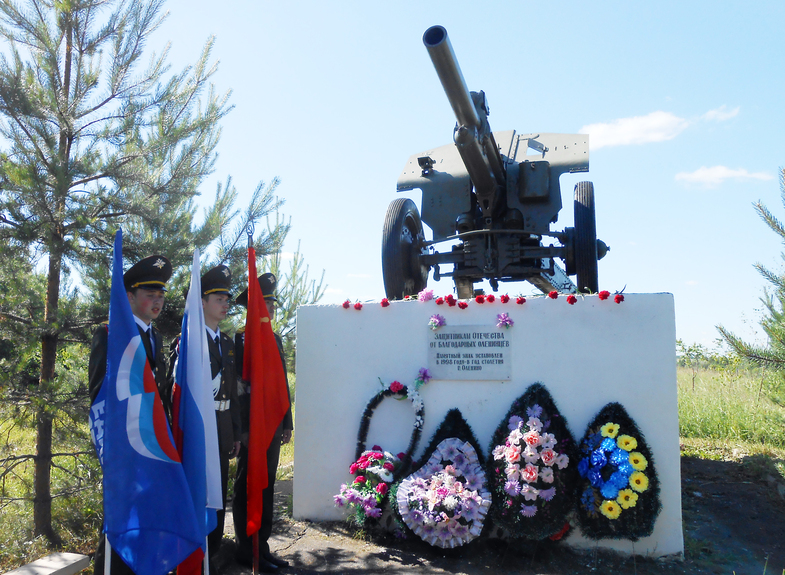
Пушка, установленная на въезде в Оленино, в память о Великой Отечественной войне, к 100-летию посёлка (1998).
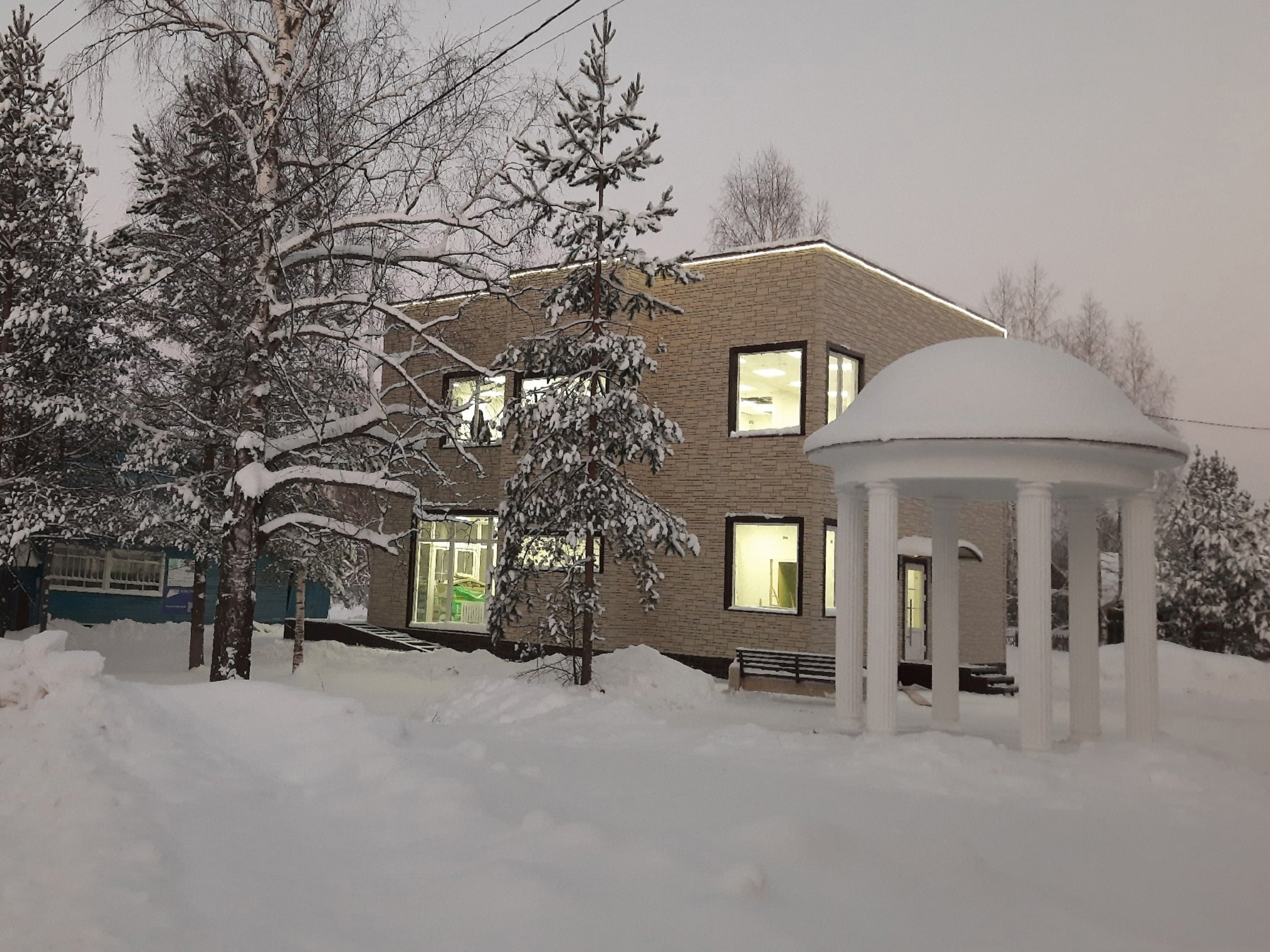
Новое здание Оленинского музея (реконструирован в 2023 году)
Памятник основательнице поселка Оленино А.Г. Олениной-Сольбах, 2024
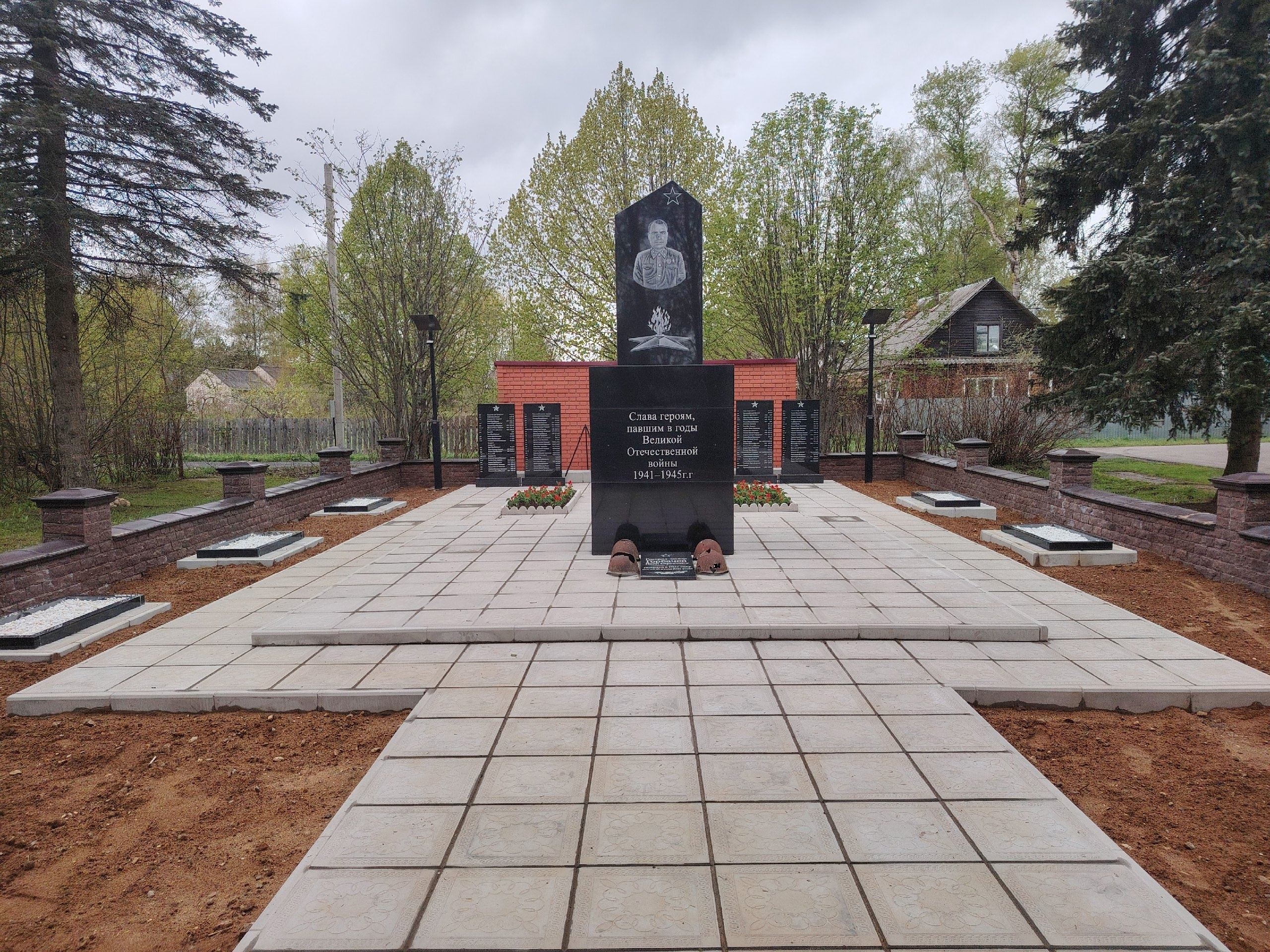
Воинское захоронение на ул. Горбачева
В память о посещении станции Оленино В.И. Лениным в 1920 году
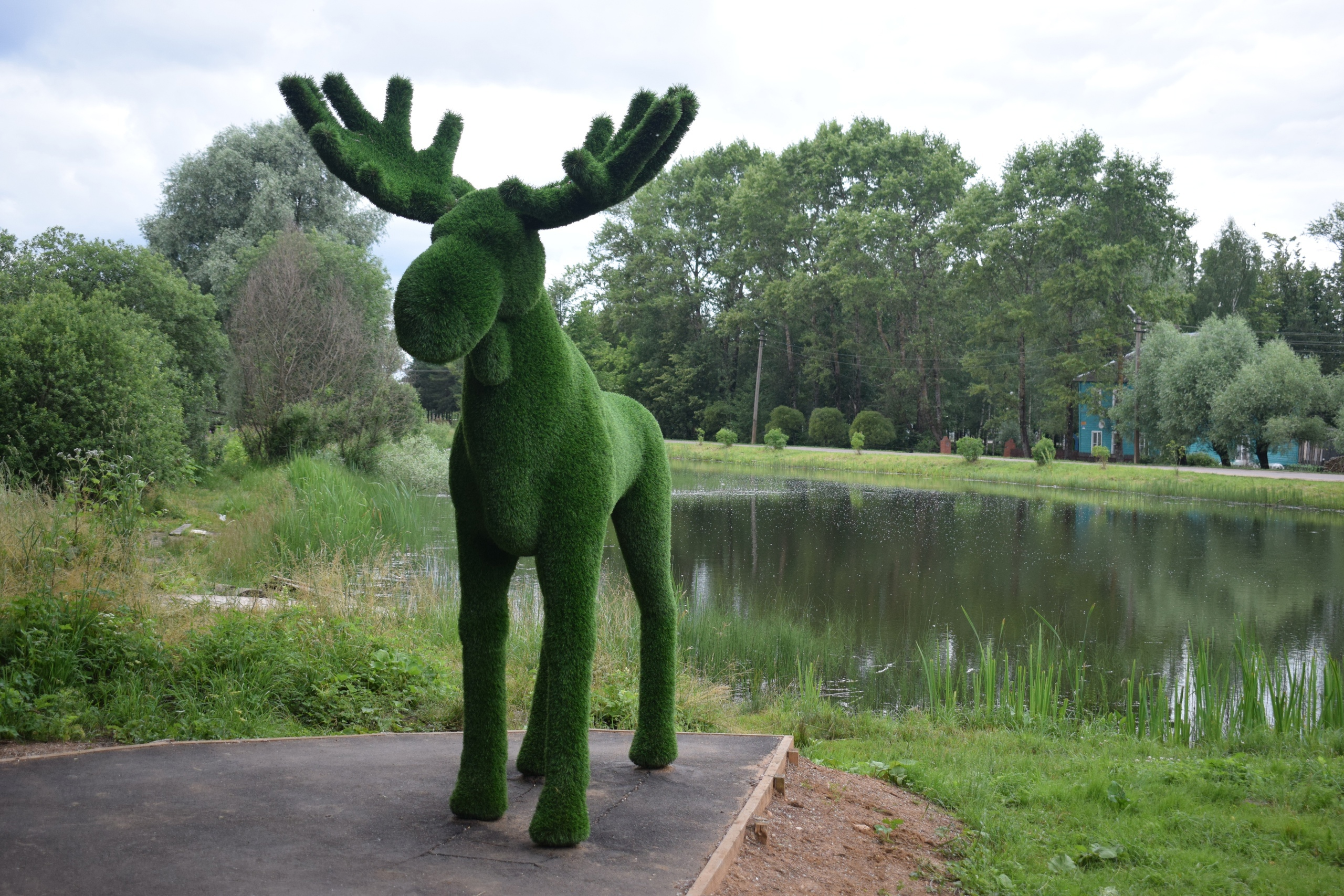
Оленино. Фигура лося в парке "Каштановая роща" (2020).
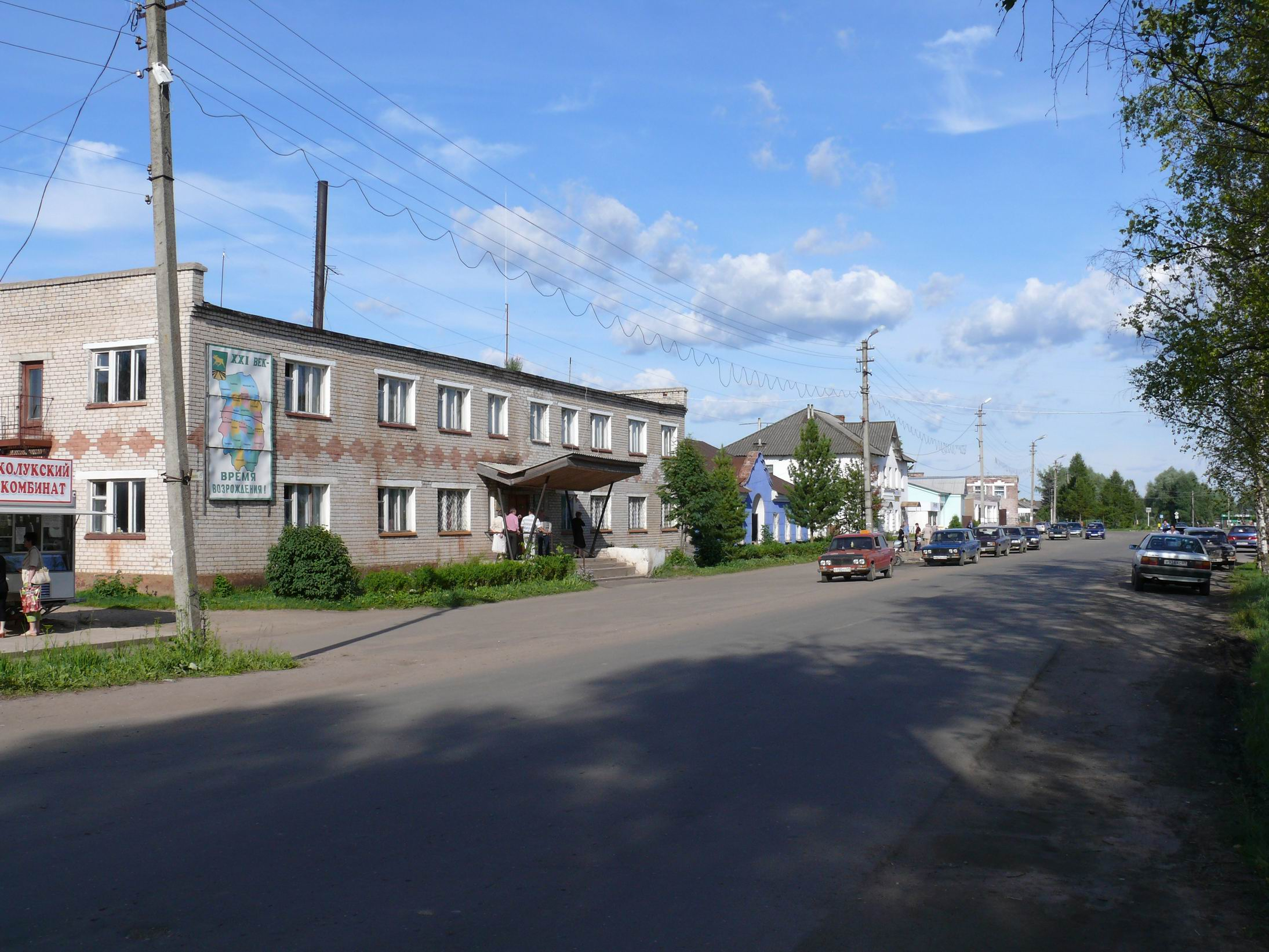
Гостиница "Колос" на улице Кузьмина, 15
Спортивно-оздоровительный комплекс "Юность" в Оленино
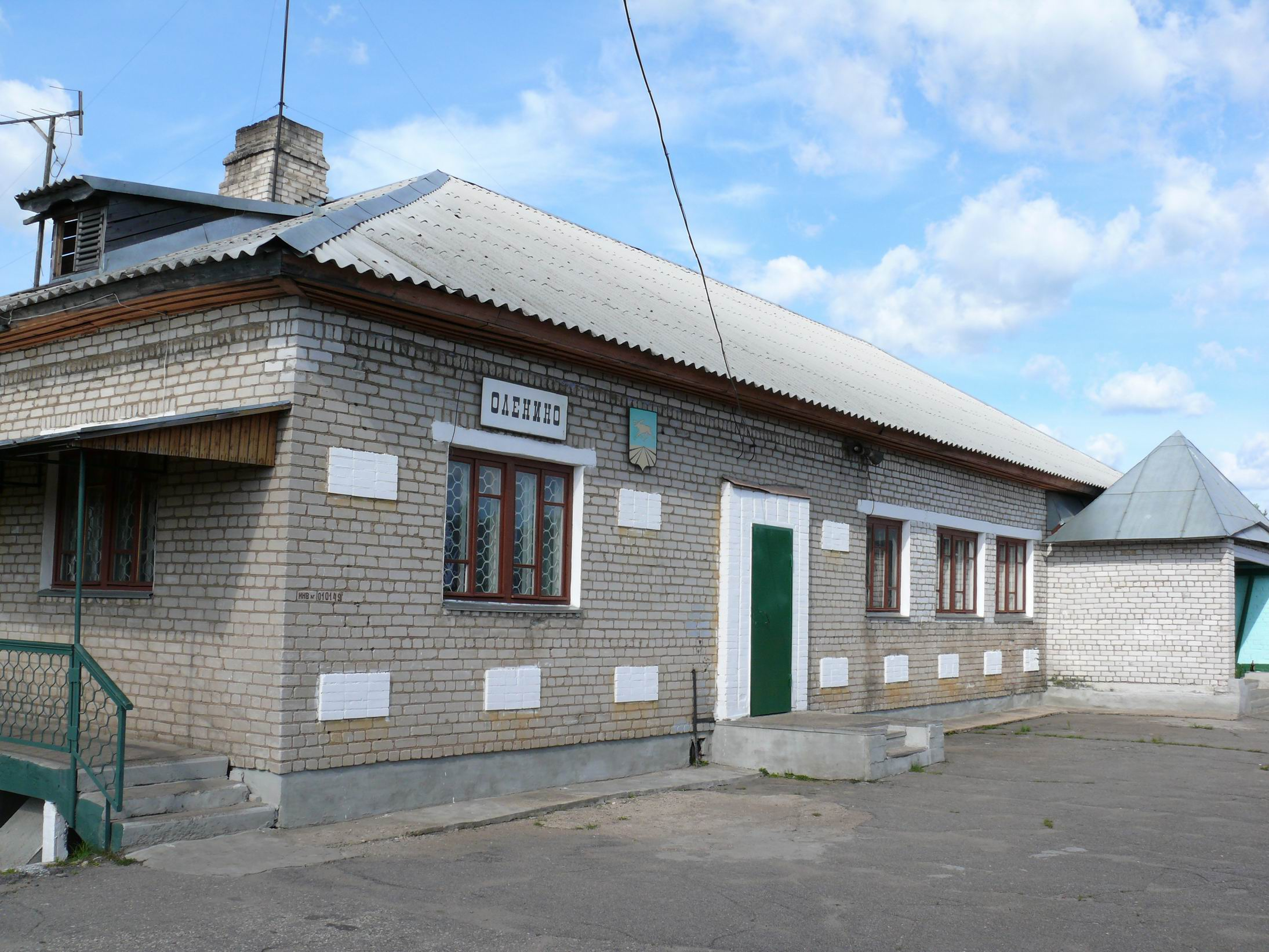
Железнодорожная станция Оленино
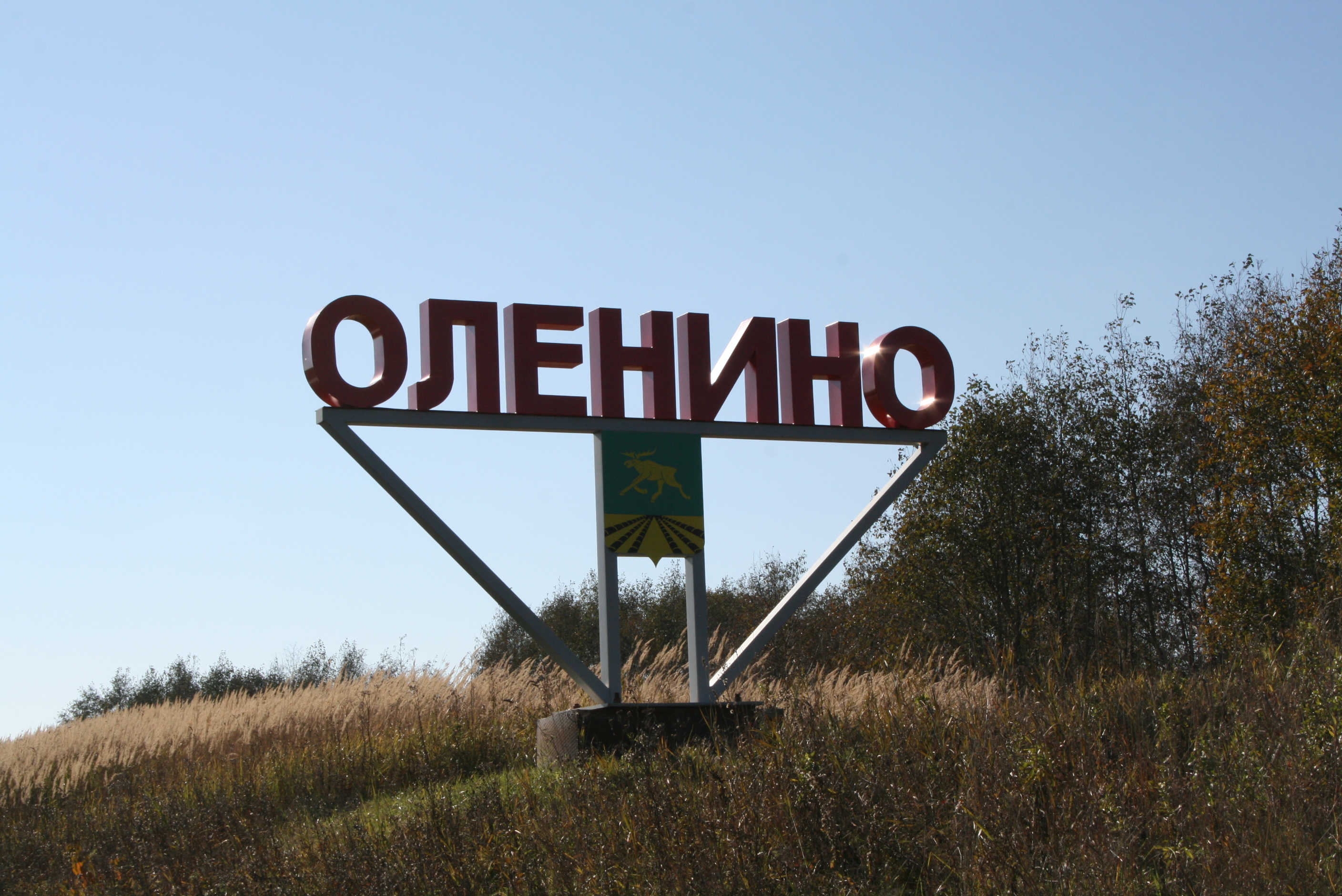
Въездной знак в Оленино.
Улица Гагарина в центре Оленино
Арт-объект "Сердце поселка", 2024 год

## Печатные издания
- Города и районы Калининской области. — М., 1978.
- Дорога к Победе. — Тверь, 2001.
- Николай Мусиенко. На охоту в Нестерово. // Правда, 2006, № 41.
- Каштанов В. Г. Земля Оленинская — Оленино; Нелидово: Нелидов. тип., 1998.
- Бибикова Э. Н. Родословная Олениных. — Оленино, 2006. — ISBN 5-87049-469-9
- Смирнов Ю. М. В стране тудовлян. — Тверь: ГЕРС, 2004. — 162 с., с ил. — (Библиотека краеведа)

## Топографические карты
- Лист карты O-36-XXXIV Оленино. Масштаб: 1 : 200 000. Состояние местности на 1980 год. Издание 1985 г.